# Maider Unda
Maider Unda González de Audikana (Vitoria, 2 luglio 1977) è un'ex lottatrice spagnola di origine basca.

## Palmarès
- Giochi olimpici

Londra 2012: bronzo nei 72 kg.
- Mondiali

Herning 2009: bronzo nei 72 kg.
- Europei

Baku 2010: bronzo nei 72 kg.
Belgrado 2012: bronzo nei 72 kg.
Tbilisi 2013: argento nei 72 kg.
- Giochi europei

Baku 2015: bronzo nei 75 kg.